# Filip Fabricius
Filip Fabricius, puis de Rosenfeld et Hohenfall (vers 1570 - 1632),est un officier catholique bohémien. Il est connu pour avoir été jeté hors du château de Prague lors de la seconde défenestration de Prague, en 1618, avec Wilhelm Slavata (de) et Jaroslav Martinic (de).

## Biographie
Filip Fabricius naquit à Nicolsbourg, en margraviat de Moravie. Selon des sources postérieures, le poète et humaniste allemand Georg Fabricius serait son grand-père. Filip Fabricius étudia à l'Académie jésuite de Prague (il y est  mentionné pour la première fois en 1586 comme étudiant en rhétorique), devint bachelier en 1588  puis maître un an après. Il écrivit des discours cérémoniaux et en interpréta. En 1598, à son grand avantage, il épousa Judita Podmanická, seule descendante et héritière d'un riche négociant. Il devint citoyen de la Vieille Ville pragoise. Selon des sources postérieures, il aurait en outre été secrétaire d'Adam de Šternberk (cs), catholique modéré, un temps gouverneur de la Nouvelle Ville. Soutenu par Zdeněk Vojtěch Popel, prince de Lobkowicz, Fabricius devint le deuxième (1605) puis premier (1611) secrétaire du bureau allemand auprès de la Chancellerie de la Cour de Bohème, la plus haute fonction de Bohème. En 1608, il obtint le prédicat de Rosenfeld de l'empereur Rodolphe II.
Le 23 mai 1618, Filip Fabricius était présent dans les bureaux de la Chancellerie de la Cour de Bohême, au château de Prague, en compagnie des seigneurs catholiques Wilhelm Slavata, Jaroslav Martinic, Adam de Šternberk et Děpolt de Lobkowicz, lorsque des seigneurs protestants en armes firent irruption et exigèrent des aveux de culpabilité dans les politiques anti-protestantes du roi. Slavata et Martinic, reconnus coupables, furent défenestrés. De plus, comme le secrétaire royal Pavel Michna, particulièrement honni, était absent, les seigneurs protestants décidèrent de punir l'autre secrétaire, Filip Fabricius, en lui faisant subir le même sort. Seul Slavata fut sérieusement blessé par la chute de soixante-dix pieds. Martinic ne reçut que de légères blessures, de même que Fabricius qui quitta Prague immédiatement pour Vienne.
Fabricius fut l'une des premières personnes à informer la cour royale de Vienne de la rébellion pragoise. Il demeura à Vienne et soutint le camp catholique en tant qu'officier. Après la bataille de la Montagne-Blanche, il reçut diverses positions administratives en Bohème. Il obtint également plusieurs propriétés à Prague et dans la région de Mělník. Son nom de noblesse fut étendu en de Hohenfall (qui signifie littéralement « haute chute »). Il mourut en 1632 et son enterrement eut lieu à l'église Saint-Jacques-le-Majeur, dans la Vieille Ville de Prague.